# F.E.A.R. Perseus Mandate
F.E.A.R. Perseus Mandate (название игры в России — F.E.A.R.: Проект «Персей») — компьютерная игра, второе дополнение к игре F.E.A.R. (First Encounter Assault Recon, в русском переводе «Федеральная Единица Агрессивного Реагирования»), события которой происходят параллельно с событиями оригинальной игры и первого дополнения F.E.A.R. Extraction Point и предлагает альтернативный взгляд на события, происходящие в корпорации «Армахем Технолоджи» и Оберне, включая его пригород. Сюжетная линия претерпела изменения, наружу всплывают ранее неизвестные факты и сведения об «Источнике», клонах, герое предыдущих двух частей и самом проекте «Персей». В игре появляется новый персонаж, уже никак не связанный с потусторонней силой кровными узами.
По сути, игра является переработанной версией двух предыдущих игр. В большей степени, это касается сюжета (игровой движок не изменился, но текстуры стали более качественными. В игре присутствуют библиотеки новых уровней, в содружестве с уже существовавшими). Добавились персонажи из отряда F.E.A.R., которые будут сопровождать героя на протяжении игры, и которые затем подвергаются беспощадному насилию со стороны паранормальных сил. Не обошлось и без новых врагов в лице наёмников и разного рода разновидностей паранормальных существ. В игре также присутствуют новые элементы ведения боя, которые с каждой версией игры становятся все изощренней и смертоносней.

## Сюжет

### События в предыдущей игре
Спецподразделению F.E.A.R. поручают убить телепата Пакстона Феттела, получившего ментальный контроль над армией клонов военной корпорации «Армахем Технолоджи» — достаточно ликвидировать Феттела, чтобы успокоить клонов. Координатор F.E.A.R. получает информацию, что все клоны связаны с проектом «Персей». Теперь он отправляет вторую команду на поиски разгадки тайны появления армии клонов. Протагонист игры — сержант второй команды.

### События в дополнении
Координатор F.E.A.R. Роуди Беттерс летит на турбовинтовом военно-транспортном самолёте вместе со второй группой под командованием Дэвида Райенса. Проведя инструктаж, команду высаживают в Оберне на парашютах. Приземлившись, они сразу сталкиваются с агрессией клонов. Основная цель группы — найти данные по проекту «Персей».
Сенатор высылает наёмников, чтобы они перехватили всю информацию раньше F.E.A.R. При помощи некого Гэйвина Моррисона наемники быстро находят биологический отдел, но тут уже их настигает протагонист и его напарники. В это самое время умирает Пакстон Феттел и клоны деактивируются. Отряды военной полиции «Армахем», наёмники и «Дельта» с F.E.A.R. сталкиваются в перестрелках. После долгого боя Моррисон убегает. Стив Чен и Сержант находят его на балконе здания «Армахем», но прежде чем Стив успевает предъявить ему обвинение, горизонт вспыхивает, и на город начинает надвигаться волна от взрыва в комплексе «Источник». Моррисон убегает и закрывает за собой дверь в укрытие. В последний момент Стиву удается выбить дверь, и оба напарника бросаются в укрытие перед самым выбросом.
С этого момента город переходит в состояние хаоса. Стив и Сержант приходят в себя в каком-то подземелье. Стив рассказывает, что раньше водил сюда своих детей и что это ходы в метро («Оранжевая линия» из F.E.A.R. Extraction Point), но сейчас ему незнакома обстановка. В какой-то момент Стив попадает ногой в нору пугала и начинает кричать. Протагонист пытается ему помочь, но Стива сплющивает, и от него остается лишь одна рука. Далее протагонист находит Дэвида Райенса, которого они со Стивом считали погибшим. Капитан говорит, что «…клоны опять зашевелились…». И действительно — армии оживших клонов убили оставшихся живых людей на железнодорожном заводе (тот же завод, что и в начале F.E.A.R. Extraction Point), в том числе и отряды «Армахема». Райенс дает Сержанту указание найти Моррисона, и вскоре протагонист находит его в клетке. Моррисон рассказывает про Альму и «Источник» и соглашается показать дорогу к острову, где находится полигон «Персея». Райенс дает протагонисту четкое указание: «Если попытается бежать — пристрели!». Протагонист и Моррисон приходят к секретному лифту, по которому должны спустится, но тут появляется Пакстон Феттел с фразой «…не думал что ты сможешь. Ты напоминаешь мне брата…».
Моррисон и Сержант спускаются вниз и наталкиваются на Альму. Телекинезом Альма подкидывает грузовик и давит им Моррисона. Перед смертью Гэйвин рассказал о хранилище, в котором выращивали клонов. Протагонист идет туда и спускается в хранилище. Там он встречает Феттела, который рассказывает ему о нелегких семейных отношениях со своим старшим братом. В это самое время капитан Райенс прибывает на остров. В хранилище Сержант настигает командира «Ночных», который нашёл ДНК Альмы. Командир убегает, но Сержанту удается загнать командира в ловушку и убить его. Забрав ДНК, протагонист поднимается на поверхность и встречает капитана. Вместе они пробиваются к вертолёту. Протагонист садится в вертолёт и видит призрака Стива Чена, сидящего прямо перед ним. В этот момент капитан Райенс говорит: «Нам нужен будет новый лейтенант. Думаю, Чен хотел бы, чтобы им был ты…». Призрак растворяется, и на этом игра заканчивается.
После титров показано, как в кабинет сенатора наёмники приносят капсулу с ДНК Феттела.

### Последующие события
«Perseus Mandate», как и «Extraction Point», не является каноничным дополнением, поэтому сиквелы «F.E.A.R. 2: Project Origin» и «F.E.A.R. 3» игнорируют все его события.

### Эпизоды
- Расследование;
- Откровение;
- Предчувствие;
- Разрушение;
- Вторжение;
- Разведка;
- Уничтожение.

## Отзывы
| Сводный рейтинг | Сводный рейтинг |
| Агрегатор       | Оценка          |
| --------------- | --------------- |
| GameRankings    | 61,65 %         |